# Espace 609

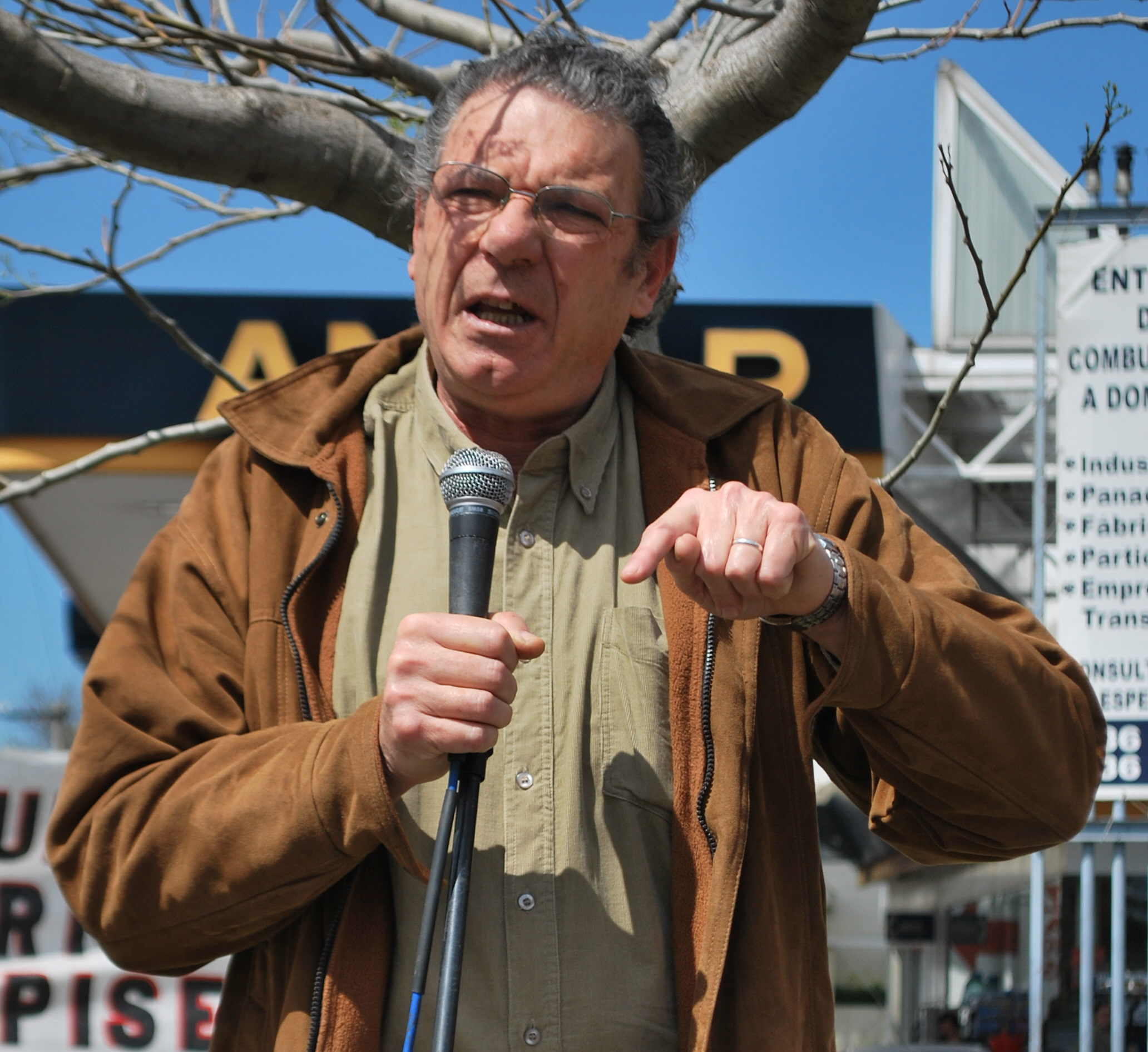
Héctor Tajam, député élu en 2009 à Montevideo sur la liste 609 du MPP, il fait partie de l'équipe de conseillers économiques de José Mujica, élu président de la République.

L'Espace 609 (ou liste 609) est une liste électorale uruguayenne, composante du Front large, la coalition de gauche au pouvoir depuis 2005 (gouvernement Vázquez). Elle existe depuis 1989, et sa composition a varié, bien qu'elle tourne toujours autour du Mouvement de participation populaire (MPP), formé par d'ex-guérilleros Tupamaros. À l'origine à l'extrême gauche, elle s'est quelque peu recentrée au fil des années, en particulier à la suite du tournant des manifestations du 24 août 1994 devant l'hôpital Filtro, après lesquelles plusieurs membres de la direction des Tupamaros, dont en particulier José Mujica et Eleuterio Fernández Huidobro, ont décidé d'opérer ce recentrage.
Aujourd'hui, l'Espace 609 est formé en particulier du Mouvement de participation populaire (MPP, lequel à son tour inclut le Mouvement de libération nationale - Tupamaros, MLN-T), du Parti pour la victoire du peuple (PVP), du Movimiento Claveles Rojos, de Participación Masoller (formé par d'ex-blancos, dont le sénateur Jorge Saravia et le député Rubén Martínez Huelmo, élu sur la liste 609 en 2004 et réélu en 2009) et d'indépendants (dont le sénateur Alberto Couriel). 
Avec 6 des 16 sénateurs du Front large, et six ministres dans le gouvernement Mujica, l'Espace 609 est aujourd'hui la composante la plus importante de la coalition de gauche.

## L'Espace 609 aujourd'hui
L'Espace 609 fait partie du Front large, et est même depuis les élections générales de 2009 sa force la plus importante, avec 6 sénateurs élus sur les 16 du Front large, contre 5 pour le Front Líber Seregni, plus centriste; il a aussi obtenu 26 des 50 députés du Front large, s'alliant dans certaines circonscriptions avec le Parti communiste (liste 1 001) en présentant un candidat commun. Par ailleurs, la liste 609 faisait partie de la sublema (ou « sous-liste ») El presidente para todos, qui était l'une des trois sublemas du Front large. Celle-ci intégrait, outre l'Espace 609, la liste 1 001 du PCU, la liste 5 271 du Courant de gauche, et d'autres listes mineures, représentant ainsi clairement le pôle le plus à gauche du Front large.
À elle seule, la liste 609 est celle qui a reçu le plus grand nombre de suffrages lors de ces élections, ce qui place sa tête de liste, Lucía Topolansky, l'épouse du président élu José Mujica et membre du MPP, ce qui en fait, en cas d'absence du président de la République ainsi que du vice-président (Danilo Astori), la troisième en ligne de succession pour la direction de l'exécutif. Les six sénateurs élus de l'Espace 609 sont ainsi:
| Circonscription et nombre de sièges offerts                         | Nombre                                                                | Noms (et liste apparentée le cas échéant) |
| ------------------------------------------------------------------- | --------------------------------------------------------------------- | --- |
| Artigas (2):                                                        | 1                                                                     | Patricia Ayala (liste 609-1011; membre du MPP ) |
| Canelones (14, 7 élus sur les listes du Front large)                | 4                                                                     | Esteban Pérez, Sebastián Sabini, Víctor Semproni et Dionisio Vivián. |
| Colonia (3)                                                         | 1                                                                     | Mario Perrachón (liste 609-1 001, membre du MPP ) |
| Durazno (2)                                                         | 1                                                                     | Martín Tierno (liste 609-1 001) |
| Flores (2)                                                          | 1                                                                     | Roberto Pereira Aljas (liste 609-73 321) |
| Florida (2)                                                         | 1                                                                     | Álvaro Vega |
| Lavalleja (2)                                                       | 1                                                                     | Roberto Fracchia |
| département de Montevideo (40 députés au total, 23 du Front large): | 10                                                                    | Ivone Passada, Héctor Tajam, Julio Battistoni, Ruben Martínez Huelmo, Oscar Groba, Susana Pereira, Felipe Carballo, Gonzalo Mujica, Luis Puig (PVP) et Gonzalo de Toro. |
| Paysandú (3)                                                        | 1                                                                     | Gustavo Rombys. |
| Río Negro (3)                                                       | 1                                                                     | Miriam Cáceres |
| Rocha (2)                                                           | 1                                                                     | Aníbal Pereira |
| San José (3)                                                        | 1                                                                     | Walter de León (liste 609-1001) |
| Tacuarembó (2)                                                      | 1                                                                     | Edgardo Rodríguez. |
| Total de députés élus                                               | 26 (sur un total de 99 députés, dont 50 appartiennent au Front large) | |

- Lucía Topolansky (MPP, sénatrice élue avec le plus de voix du pays);
- Eduardo Bonomi (MPP, ministre du Travail du gouvernement Vázquez);
- l'économiste indépendant Alberto Couriel;
- l'ingénieur agronome Ernesto Agazzi (MPP, ministre de l'Agriculture de 2008 à 2009);
- l'ex-blanco Jorge Saravia (aujourd'hui membre à part entière du MPP) ;
- la politologue Constanza Moreira (MPP).

## Élections de 1989
La liste 609 a été créée pour les élections générales de 1989. Elle était alors composée du Mouvement de participation populaire (MPP), duquel était membre le Mouvement de libération nationale - Tupamaros (MLN-T) et d'autres groupes radicaux de gauche, dont le Mouvement révolutionnaire oriental (MRO) ou le Parti pour la victoire du peuple (PVP) de Hugo Cores. Le MRO et le PVP ont par la suite quitté le MPP, mais le PVP a continué à être membre de l'Espace 609. Elle n'obtint aucun élu en 1989.

## Élections de 1994
Aux élections générales de 1994, la liste 609 était menée, pour les sénatoriales, par l'indépendant Helios Sarthou, qui fut le seul à être élu. Sarthou, un avocat travailliste, a depuis quitté l'Espace 609 pour rejoindre le Courant de gauche (extrême-gauche). L'ex-guérillero Jorge Zabalza fut lui élu à l'Assemblée départementale de Montevideo, devenant son président. Il a lui aussi quitté l'Espace 609, ainsi que ses responsabilités à la direction du MLN-T et du MPP, pour rejoindre le Courant de gauche.

## Résultats de la liste 609 aux élections de 1999
Aux élections de 1999, la liste 609 était menée, pour les sénatoriales, par les dirigeants Tupamaros José Mujica et Eleuterio Fernández Huidobro, et a obtenu deux sièges de sénateurs (Mujica et Fernández Huidobro), ainsi que plusieurs sièges de député (Ernesto Agazzi à Canelones, Nora Castro, etc.).

## Élections de 2004
Aux élections générales de 2004, remportées pour la première fois par le Front large, qui mena ainsi Tabaré Vázquez à la présidence, la liste 609, menée pour les sénatoriales par José Mujica, a obtenu six sièges de sénateurs (Mujica, Fernández Huidobro, Ernesto Agazzi, etc.) ainsi que plusieurs de députés (Nora Castro, qui fut élu présidente de la Chambre des députés l'année suivante, Luis Rosadilla, qui présida la Commission parlementaire de la Défense, etc.). Helios Sarthou, quant à lui, avait alors quitté l'Espace 609, menant la liste du Courant de gauche.
En juillet 2006, Fernández Huidobro forma au sein du MPP le Corriente de Acción y Pensamiento-Libertad (CAP-L), puis décida finalement de quitter celui-là en avril 2008, tout en restant membre de l'Espace 609. Finalement, le CAP-L, auquel participait Nora Castro et Luis Rosadilla, prit son indépendance complète lors des élections primaires de juin 2009 au sein du Front large, n'étant plus aujourd'hui membre de l'Espace 609.